# Fougerolles (Alto Saona)
 Fougerolles  es una población y comuna francesa, situada en la región de Franco Condado, departamento de Alto Saona, en el distrito de Lure y cantón de Saint-Loup-sur-Semouse.

## Demografía
| 4185 | 4247 | 4043 | 4155 | 4167 | 3967 | 3852 |
| Para los censos de 1962 a 1999 la población legal corresponde a la población sin duplicidades (Fuente: INSEE [Consultar]) |      |      |      |      |      |      |